# Leia plaumanni
Leia plaumanni är en tvåvingeart som beskrevs av Lane 1959. Leia plaumanni ingår i släktet Leia och familjen svampmyggor. Inga underarter finns listade i Catalogue of Life.